# 圖爾奈圍城戰 (1340年)
圖爾奈圍城戰（法語：Siège de Tournai，1340年7月23日-9月25日 ），是英法百年戰爭早期的一場戰役。

## 背景
在1340年6月24日的斯魯伊斯海戰中，英格蘭國王愛德華三世戰勝了法蘭西艦隊，奪下了英吉利海峽的制海權。隨後，愛德華三世登陸法蘭西，連同低地國家的同盟一起從法蘭德斯發動騎行劫掠作戰， 他包圍了仍然忠於法王腓力六世的圖爾奈城。

## 圍城戰
愛德華三世和他的軍隊於1340年7月23日抵達圖爾奈。除了城市的居民，有一批法國駐軍也駐紮在圖爾奈。當腓力六世率領大軍強逼近時，圍城戰仍在進行中，然而愛德華三世的資金卻告罄。同時，圖爾奈市的糧食也陷入短缺。 

## 和談
9月23日，愛德華三世的岳母瓦盧瓦的讓娜來到他的營帳，請求他和法蘭西和談。讓娜也向他的哥哥腓力六世提出同樣的請求。3天後，雙方訂下埃斯普萊尚停戰協議，兩位國王不失面子地撤回軍隊，圖爾奈也從危機中解放。 

## 影響
愛德華三世首次對法蘭西本土發動地攻勢到此結束。但是在埃斯普萊尚停戰協議到期後立刻捲土重來，英法兩國因此陷入長達百年，斷斷續續卻也未中止的戰爭。 
另外，圖爾奈圍城戰是歐洲圍城戰中最早使用火炮作為攻城武器的案例之一。